# Leichtathletik-Weltmeisterschaften 2023/10.000 m der Männer

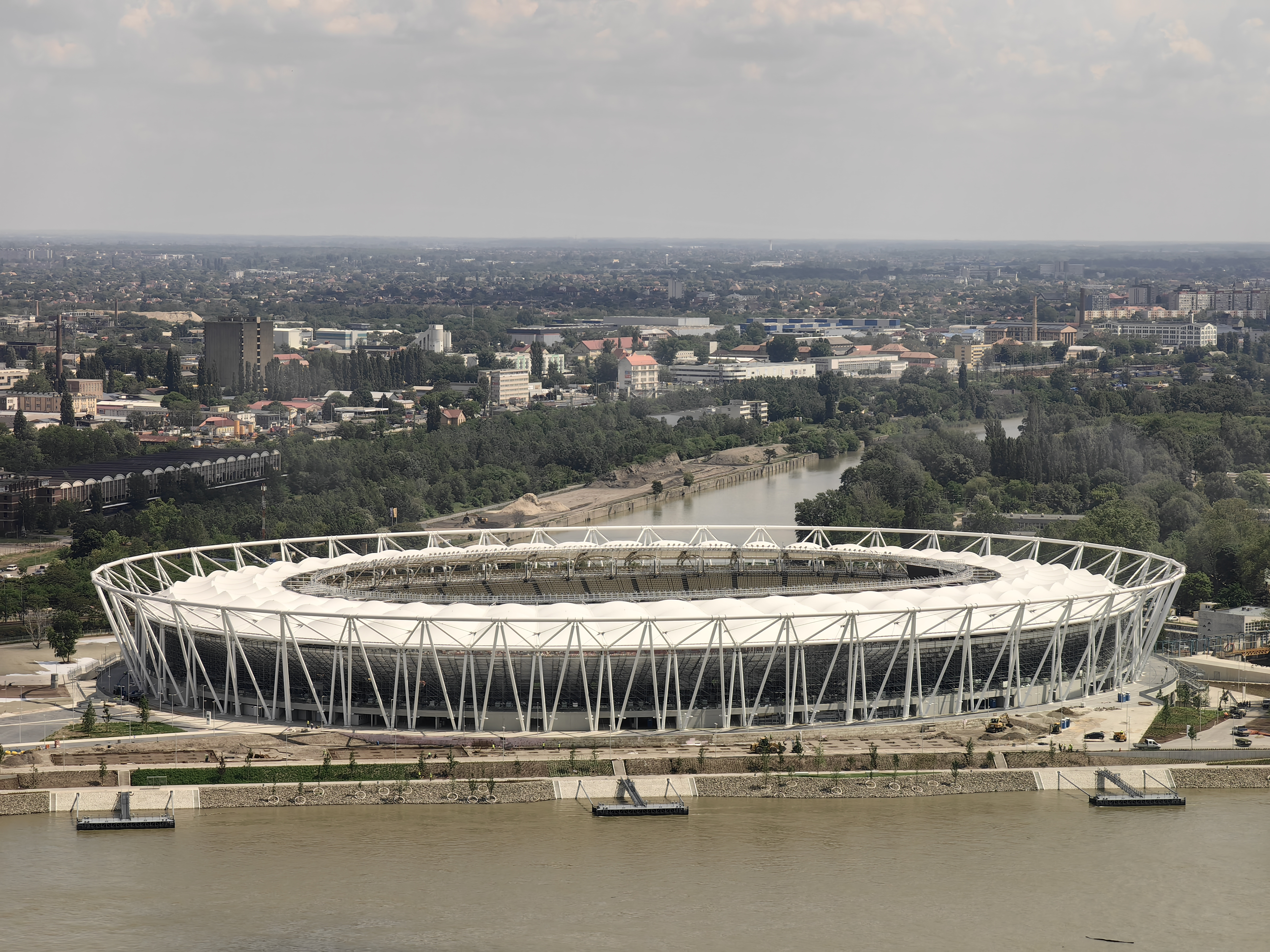
Nemzeti Atlétikai Központ im Mai 2023

Der 10.000-Meter-Lauf der Männer bei den Leichtathletik-Weltmeisterschaften 2023 fand am 20. August 2023 im Stadion Nemzeti Atlétikai Központ der ungarischen Hauptstadt Budapest statt.
25 Athleten aus 17 Ländern nahmen an dem Wettbewerb teil.
Weltmeister wurde Joshua Cheptegei aus Uganda. Er gewann vor dem Kenianer Daniel Simiu Ebenyo. Bronze ging an den Äthiopier Selemon Barega.

## Rekorde

### Bestehende Rekorde
| Weltrekord               | 26:11,00 min | Joshua Cheptegei | Valencia, Spanien      | 7. Oktober 2020 |
| Weltmeisterschaftsrekord | 26:46,31 min | Kenenisa Bekele  | WM Berlin, Deutschland | 17. August 2009 |

Bei den hohen Temperaturen in Budapest war kein schnelles Rennen zu erwarten. So blieb Weltmeister Joshua Cheptegei aus Uganda mit seiner Siegerzeit von 27:51,42 min um 1:05,11 min über dem Rekord. Zu seinem eigenen Weltrekord fehlten ihm 1:40,42 min.

### Rekordverbesserung
Es wurde ein neuer Landesrekord aufgestellt.
- 28:28,49 min – Santiago Catrofe (Uruguay), Rennen am 20. August

## Legende
Kurze Übersicht zur Bedeutung der Symbolik – so üblicherweise auch in sonstigen Veröffentlichungen verwendet:
- NR: nationaler Rekord
- DNF: Wettkampf nicht beendet (did not finish)

## Durchführung
Bei nur 25 Teilnehmern gab es keine Vorläufe. Wie in den letzten Jahren stets üblich traten alle Wettbewerber gemeinsam zum Finale an.

## Finale

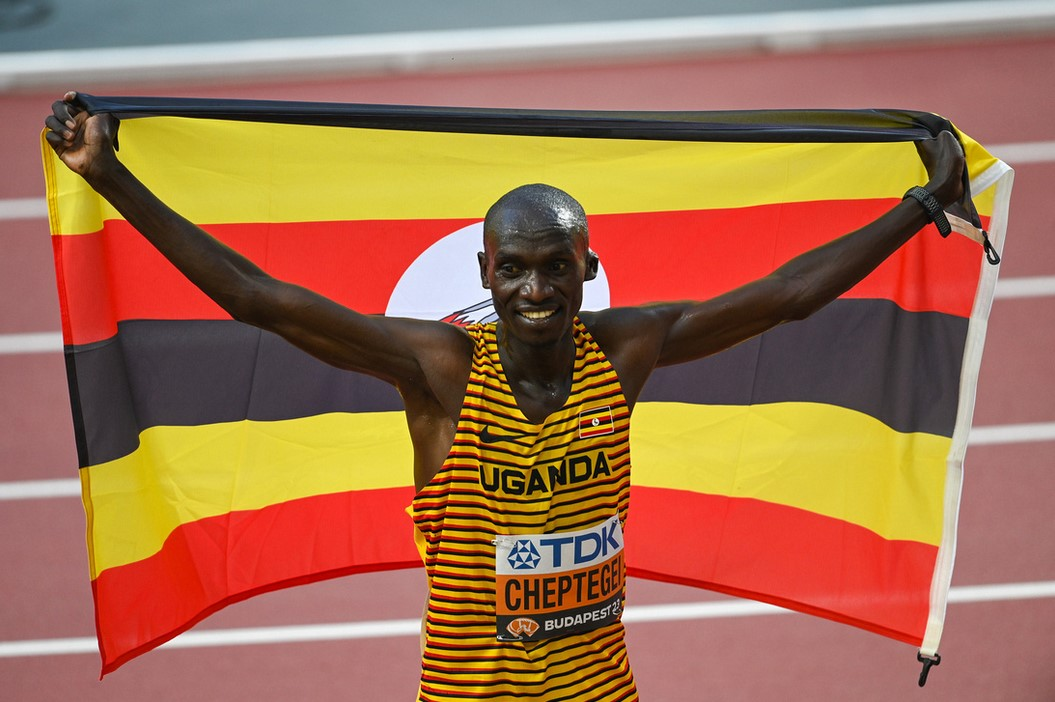
Weltrekordinhaber Joshua Cheptegei verteidigte souverän seinen WM-Titel

20. August 2023, 18:25 Uhr Ortszeit
| Platz | Name                     | Nation      | Zeit (min)                                                           |
| ----- | ------------------------ | ----------- | -------------------------------------------------------------------- |
| 1     | Joshua Cheptegei         | Uganda      | 27:51,42                                                             |
| 2     | Daniel Simiu Ebenyo      | Kenia       | 27:52,60                                                             |
| 3     | Selemon Barega           | Äthiopien   | 27:52,72                                                             |
| 4     | Berihu Aregawi           | Äthiopien   | 27:55,71                                                             |
| 5     | Benard Kibet             | Kenia       | 27:56,27                                                             |
| 6     | Mohammed Ahmed           | Kanada      | 27:56,43                                                             |
| 7     | Rodrigue Kwizera         | Burundi     | 28:00,29                                                             |
| 8     | Nicholas Kipkorir Kimeli | Kenia       | 28:03,38                                                             |
| 9     | Yann Schrub              | Frankreich  | 28:07,421                                                            |
| 10    | Birhanu Balew            | Bahrain     | 28:08,03                                                             |
| 11    | William Kincaid          | USA         | 28:08,71                                                             |
| 12    | Yemaneberhan Crippa      | Italien     | 28:16,40                                                             |
| 13    | Isaac Kimeli             | Belgien     | 28:20,77                                                             |
| 14    | Adriaan Wildschutt       | Südafrika   | 28:21,40                                                             |
| 15    | Ren Tazawa               | Japan       | 28:25,85                                                             |
| 16    | Sean McGorty             | USA         | 28:27,54                                                             |
| 17    | Santiago Catrofe         | Uruguay     | 28:28,49 NR                                                          |
| 18    | Zerei Kbrom Mezngi       | Norwegen    | 28:30,76                                                             |
| 19    | Merhawi Mebrahtu         | Eritrea     | 28:50,6200IWR 163, TR17.4.3 – Bahnübertreten, keine Disqualifikation |
| 20    | Joe Klecker              | USA         | 29:03,41                                                             |
| 21    | Nils Voigt               | Deutschland | 29:06,79                                                             |
| 22    | Rogers Kibet             | Uganda      | 29:10,07                                                             |
| DNF   | Joel Ayeko               | Uganda      |                                                                      |
| DNF   | Carlos Díaz              | Chile       |                                                                      |
| DNF   | Yismaw Dillu             | Äthiopien   |                                                                      |

| Zwischenzeiten      | Zwischenzeiten | Zwischenzeiten                                          | Zwischenzeiten |
| Zwischenzeit- Marke | Zwischenzeit   | Führende                                                | 1000-m-Zeit    |
| ------------------- | -------------- | ------------------------------------------------------- | -------------- |
| 1000 m              | 2:46,69 min    | Joel Ayeko ca. 3 s vor einer 23köpfigen Verfolgergruppe | 2:46,69 min    |
| 2000 m              | 5:41,66 min    | Joel Ayeko ca. 3 s vor einer 23köpfigen Verfolgergruppe | 2:44,97 min    |
| 3000 m              | 8:37,30 min    | Joel Ayeko mit einer 23köpfigen Spitzengruppe           | 2:55,64 min    |
| 4000 m              | 11:32,71 min   | Joel Ayeko mit einer 22köpfigen Spitzengruppe           | 2:55,41 min    |
| 5000 m              | 14:21,75 min   | Berihu Aregawi mit einer 23köpfigen Spitzengruppe       | 2:49,04 min    |
| 6000 m              | 17:14,11 min   | Berihu Aregawi mit einer 23köpfigen Spitzengruppe       | 2:52,36 min    |
| 7000 m              | 19:59,17 min   | Berihu Aregawi mit einer achtzehnköpfigen Spitzengruppe | 2:45,06 min    |
| 8000 m              | 22:41,26 min   | Berihu Aregawi mit einer fünfzehnköpfigen Spitzengruppe | 2:42,09 min    |
| 9000 m              | 25:26,04 min   | Berihu Aregawi mit einer sechsköpfigen Spitzengruppe    | 2:44,78 min    |
| 10.000 m            | 27:51,42 min   | Joshua Cheptegei                                        | 2:25,38 min    |

## Videolink
- 10000 M Final | WCH Budapest 2023 | World Athletics Championships 2023, youtube.com, abgerufen am 6. September 2023